# Wat te doen?
Wat te doen? is een van de eerste belangrijke geschriften van Vladimir Lenin, uitgegeven in 1902. In Nederland is dit werk soms beter bekend onder de Engelse titel What Is To Be Done?, in België in de Franse vertaling Que faire ?; de originele Russische titel is Что делать? (Sjto djelat?). De titel is geïnspireerd op de gelijknamige roman van Nikolaj Tsjernysjevski. Ook Lev Tolstoj schreef een verhandeling onder deze titel (1883), die in het Nederlands vertaald werd als De weg tot sociale bevrijding.
Bij het begin van de twintigste eeuw legt het het beeld vast van die eeuw, met name de onverzoenlijke tegenstelling tussen Lenins radicale socialisme en diens 'vijanden'. Als bij Karl Marx de dictatuur van het proletariaat nog kan begrepen worden als een filosofische gedachte die hij tegenover de heerschappij van het kapitaal stelt, neemt het in Wat te doen? de vorm aan van een concrete strategie voor een volgens strikte lijnen georganiseerde machtsgreep. De toon is polemisch tegen de heersende macht maar ook tegen de socialistische 'vrienden'. Lenins pleidooi voor revolutionair georganiseerd geweld werd later soms uitgelegd als zou het enkel op de specifiek Russische situatie van die tijd betrekking gehad hebben.

## Inhoud
Het document telt vijf hoofdstukken. 

### Dogmatisme en vrijheid van kritiek
Lenin keert zich tegen de vrijheid van kritiek. Hij keert zich tegelijk tegen een 'nieuwe richting' in het socialisme, onder andere verwoord door Eduard Bernstein, en die kritisch staat tegenover het 'oude dogmatische marxisme'. Deze 'revisionistische' richting wordt beschuldigd van 'burgerlijk reformisme' en heet 'een nieuwe variëteit van het opportunisme' te zijn. Zij verklaren de theorie van de sociale revolutie en de dictatuur van het proletariaat tot onzin. Zij verengen de (gewelddadige) klassenstrijd tot een eng 'trade-unionisme' en tot de realistische strijd voor geleidelijke hervormingen. Zij heulen met de liberalen. Wij, de radicaal socialisten, daarentegen, zegt Lenin, hebben ons in vrijheid verenigd om tegen onze vijanden te strijden in plaats van de weg van de verzoening te kiezen. Daarom mag de interne kritiek in de beweging niet in strijd zijn met het klassen- en revolutionaire karakter ervan. Want vrijheid van kritiek betekent beginselloosheid. Het Russische proletariaat staat voor zware beproevingen.

### Elementaire beweging van de massa’s en doelbewustheid van de sociaaldemocratie
Met sociaaldemocratie bedoelt Lenin nog het authentieke, radicale socialisme. (Later evolueerde dit begrip naar de meer gematigde vormen van socialisme).
De sociale strijd moet een doelbewust karakter krijgen. Een tussenweg tussen de burgerlijke en de socialistische ideologie bestaat niet.

### Trade-unionistische en sociaaldemocratische politiek
In tegenstelling tot het echte socialisme vervallen de 'economisten' voortdurend in een 'trade-unionistische houding', namelijk het streven naar concrete voordelen voor de arbeiders. Zij stellen zich daarmee tevreden en zijn daarom schadelijk voor de strijd om het 'vernietigen van de sociale orde'. De strijd voor hervormingen moet ondergeschikt zijn aan de revolutionaire strijd. De beweging heeft propagandisten van het geschreven woord en agitatoren van het levende woord nodig. Lenin keert zich anderzijds wel tegen het spontane, hartstochtelijke en ongeorganiseerde terrorisme, bijvoorbeeld het stukslaan van machines, als het zich niet tot een geheel weet te verbinden. Voorhoede van de proletarische krachten kan alleen een georganiseerde partij zijn, geen anarchisme.

### Het handwerkersgedoe van de economisten en de organisatie van de revolutionairen
Met 'handwerkersgedoe' bedoelt Lenin een verbazingwekkende verbrokkeling van de plaatselijke functionarissen, de toevallige samenstelling van de studiekringen, het gebrek aan voorbereiding en de enge gezichtskring op het gebied van de theoretische, politieke en organisatorische vraagstukken. Daartegenover stelt hij een dubbele organisatievorm vorm: enerzijds de organisatie van de arbeiders, die zo ruim mogelijk moet zijn, anderzijds los daarvan een organisatie van 'professionele revolutionairen'. Deze laatste moet niet zeer omvangrijk zijn maar zo 'conspiratief' mogelijk. Zo'n georganiseerde voorhoede moet ook noodzakelijk centraal geleid zijn. Het 'democratisme', met openbaarheid en verkiezing van functies is daarin niet mogelijk. Directe democratie heet een primitieve opvatting van democratie te zijn. Zeker deze idee van een centraal geleide revolutionaire samenzwering wordt soms vergoelijkt als zou Lenin enkel de specifiek Russische situatie bedoeld hebben.

### Het plan voor een algemeen-Russische krant
Het 'plan van een algemeen-Russische politieke krant' is niet de vrucht van studeerkamerarbeid van mensen, die met leerstelligheid en literatendom zijn besmet, integendeel, het is het meest praktische plan om onmiddellijk aan alle kanten met de voorbereiding van de opstand te beginnen, zonder tegelijkertijd ook maar voor een ogenblik het dringende dagelijkse werk te vergeten.